# Драгомир, Василий Саввич
Василий Саввич Драгомир (1914—1989) — советский военный лётчик, награждённый пятью орденами Красной Звезды.

## Биография
Родился 20 апреля 1914 года в селе Гибаловка Российской империи, ныне Шаргородского района Винницкой области Украины.
В РККА служил с 1936 года. С 1940 года был слушателем высшей школы штурманов. Участник Великой Отечественной войны с 1941 года: в конце июня вместе с другими курсантами школы, сержант Василий Драгомир был направлен в действующую армию и зачислен в 221-й дальнебомбардировочный авиационный полк штурманом самолёта ДБ-3 (по другим данным Ли-2).  
С апреля 1942 года в составе 101-го транспортного авиаполка (под командованием Героя Советского Союза  Валентины Гризодубовой) и в звании старшего сержанта был зачислен штурманом корабля во 2-ю авиаэскадрилью. Совершил 176 ночных боевых вылетов, из них 67 вылетов по заданиям штабов партизанского движения и НКВД СССР в районы многих белорусских городов, в том числе 7 раз с посадками на партизанских аэродромах, а также 109 ночных вылетов на бомбардирование железнодорожных узлов, эшелонов, живой силы, техники, аэродромов, артиллерийских позиций и переднего края обороны противника. Принимал участие в выполнении особого задания командующего АДД по доставке спецгрузов для партизан Югославии на оперативный аэродром Бари в Италии. В ноябре 1944 года Василий Драгомир был переведен в 334-й бомбардировочный авиационный полк, сформированный на базе 101-го и 102-го авиаполков, совершил еще около 30 боевых вылетов, в том числе по Кенигсбергу и  Берлину. Всего в период войны выполнил более 200 дневных и 180 ночных вылетов на выполнение боевых задач. 
После окончания войны Василий Саввич продолжил службу в армии, пять раз участвовал в воздушных Парадах победы, где его самолет был флагманом строя (за парад 1947 года был награжден очередным орденом Красной Звезды). В 1958 году демобилизовался и вернулся в город Шаргород, где работал несколько лет председателем колхоза. Затем участвовал в строительстве гражданского аэропорта, начальником которого проработал еще 20 лет. 
Умер в 1989 году. После смерти одна из улиц города была названа именем В. С. Драгомира.

## Награды
- Был награжден пятью орденами Красной Звезды, двумя орденами Отечественной войны I степени, орденом Красного знамени и многими медалями, в числе которых «За боевые заслуги», «За оборону Сталинграда», «За взятие Кенигсберга», «За взятие Будапешта», «За взятие Берлина», «Партизану Отечественной войны» 1-й степени.
- За свою гражданскую деятельность был удостоен медали «За трудовую доблесть» и звания Почетного гражданина города Шаргорода.